# Cousins fürs Leben
Cousins fürs Leben ist eine US-amerikanische Comedy-Fernsehserie, die von den Seriengründern Kevin Kopelow und Heath Seifert entworfen ist und auf Nickelodeon ausgestrahlt wird.

## Handlung
Die Serie handelt von den zwei Cousins Ivy und Stuart, die zusammen mit Ivys Vater Lewis nach Portland ziehen, während ihre Mutter im Ausland stationiert ist. Dabei ziehen sie zu Lewis Bruder Clark um, der einen Sohn namens Leaf hat. Seitdem sie eingezogen sind, unternehmen Ivy, Stuart und Leaf lustige und unterschiedliche Dinge.

## Synchronisation
| Rolle  | Schauspieler    | Deutscher Sprecher   |
| ------ | --------------- | -------------------- |
| Ivy    | Scarlet Spencer | Elise Eikermann      |
| Stuart | Dallas Young    | Lino Kelian          |
| Lewis  | Ron G.          | Jesse Grimm          |
| Clark  | Ishmel Sahid    | Tobias Diakow        |
| Leaf   | Micah Abbey     | Milan Rönfeldt       |
| Millie | Emma Shannon    | Chloë Lee Constantin |

## Produktion
Die erste Staffel wurde am 24. November 2018 mit einem Auftrag von 20 Folgen in den Vereinigten Staaten ausgestrahlt. Die deutsche Ausstrahlung erfolgte ab dem 25. März 2019. Am 9. Juni 2019 bestätigte Micah Abbey, dass die Serie nach einer Staffel eingestellt wurde.